# Канестреле (Потенца)
Канестреле (итал. Canestrelle) је насеље у Италији у округу Потенца, региону Базиликата.
Према процени из 2011. у насељу је живело 15 становника. Насеље се налази на надморској висини од 974 м.